# Punitz (Gemeinde Tobaj)
Punitz (kroatisch Punić, Punice; ungarisch Pónicz, Punicz) ist eine Ortschaft und eine Katastralgemeinde der Gemeinde Tobaj im Bezirk Güssing im Burgenland. Die Ortschaft hat 298 Einwohner (Stand 1. Jänner 2024). Bis Ende 1970 war Punitz eine eigenständige Gemeinde.

## Geographie
Ungefähr 8 Kilometer von Güssing entfernt liegt Punitz, eine klassische Streusiedlung, der Bach von Punitz und der Limbach (Urbersdorf) fließen durch Punitz, am Rand des Ortes (Punitzer Wald) fließt der Haselgraben.
Der Punitzer Wald ist das größte zusammenhängende Waldgebiet des Südburgenlands und bedeckt das tertiäre Hügel- und Terrassenland zwischen Strem und Pinka.
Nördlich des Ortes liegt der Flugplatz Punitz-Güssing.

## Geschichte
Die Gründung des Ortes datiert auf das Jahr 1551. Der Name des Ortes wurde in den Urkunden in verschiedener Weise geschrieben:
Im Jahre 1553 Ponytz, 1555 Ponych, 1587, 1595 und 1599 Ponycz, 1588, 1589 und 1608 Ponicz, 1750 Ponitz … 1570 und am Gemeindesiegel um das Jahr 1823 Bodnitz, im 18. Jahrhundert Punics und Punitz.
Man nimmt an, dass der Name vom kroatischen Wort podni (= Boden) abgeleitet ist und Talniederlassung bedeutet, da sich die ersten slawischen Siedler zuerst im Tal niederließen.

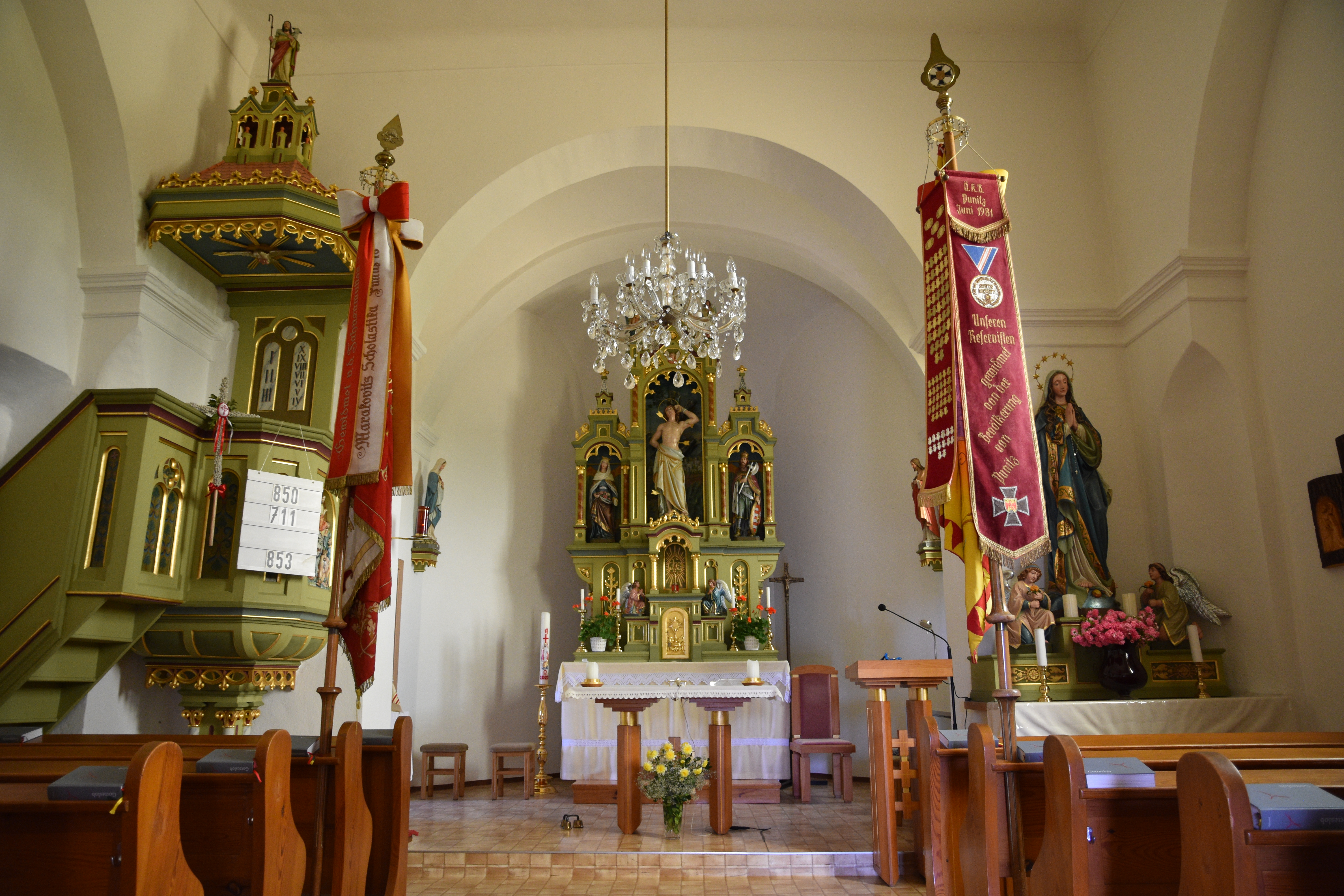
Innenansicht der Filialkirche

Mit dem 1. Jänner 1971 wurden die bis dahin selbständigen Gemeinden Deutsch Tschantschendorf, Hasendorf im Burgenland, Kroatisch Tschantschendorf, Punitz und Tudersdorf nach Tobaj eingemeindet.
Im Jahre 2001 beging man in Punitz Feierlichkeiten zum 450-jährigen Bestehen. Zu diesem Anlass wurde vom 1950er Jahrgang von Punitz, unter der Leitung von Franz Marth, eine Chronik von Punitz herausgegeben.
Aufgrund der generell stark rückläufigen Schülerzahlen der letzten Jahre wurden die Volksschulen von Punitz, Tobaj und Deutsch Tschantschendorf im Jahre 2010 zusammengelegt. Zu dieser Zeit waren die Schülerzahlen in diesen Ortschaften wie folgt: 15 in Punitz, 10 in Tobaj, und 26 in Deutsch Tschantschendorf. Der Unterricht für alle Schüler in der Gemeinde Tobaj wurde fortan in der Volksschule Deutsch Tschantschendorf fortgesetzt. Unter der Ägide des damaligen Bürgermeisters der Gemeinde Tobaj, Manfred Kertelics, wurde die Volksschule Punitz zum Dorfzentrum umgebaut. Das Dorfzentrum beherbergt nun einen Kultursaal sowie ein Kaffeehaus (seit Juni 2023 geschlossen). Zusätzlich wurde daneben ein neues Feuerwehrhaus gebaut, das Garagen, Umkleideräume, und einen Kommandoraum auf einer Fläche von rund 130 Quadratmetern beherbergt. Die beiden Gebäude wurden an eine daneben errichtete Biomasseanlage angeschlossen, die auch Anrainern zur Verfügung steht. Das alte Feuerwehrhaus wurde an die Oberwarter Siedlungsgenossenschaft verkauft, und Wohnraum für drei weitere Wohneinheiten geschaffen. Der Erlös aus dem Verkauf des alten Feuerwehrhauses wurde für die Arbeiten bei der ehemaligen Volksschule verwendet.

## Bevölkerungsentwicklung

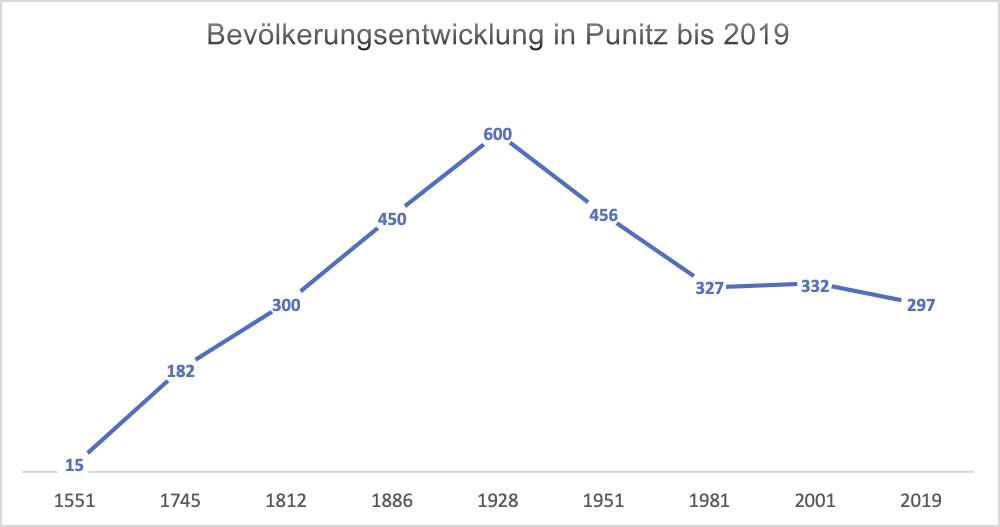
Bevölkerungsentwicklung Punitz bis 2019

Wie an der Grafik ersichtlich hat Punitz in den letzten Jahrzehnten eine negative Bevölkerungsentwicklung erfahren, wie auch die umliegenden Ortschaften und der Rest des gesamten Südburgenlandes.

### Amerikawanderungen
Ein Faktor für die negative Bevölkerungsentwicklung waren die Auswanderungswellen nach Amerika zwischen 1900 und 1960, also in den Zwischen- und Nachkriegsjahren. „Die ‚amerikanischen‘ Punitzer gedachten ihrer Gemeinde im Südburgenland: Es wurden in Amerika Sammlungen für die Kirche, die Feuerwehr, den Friedhof etc. durchgeführt. Vor allem durch die Spenden an die Angehörigen zuhause wurde der Ausbau der Gemeinde Punitz und die Modernisierung der Landwirtschaft stark gefördert. Das Amerikanerkreuz wurde von den Auswanderern zum Dank für die glückliche Überfahrt gestiftet.“

### Weitere Faktoren und Prognose

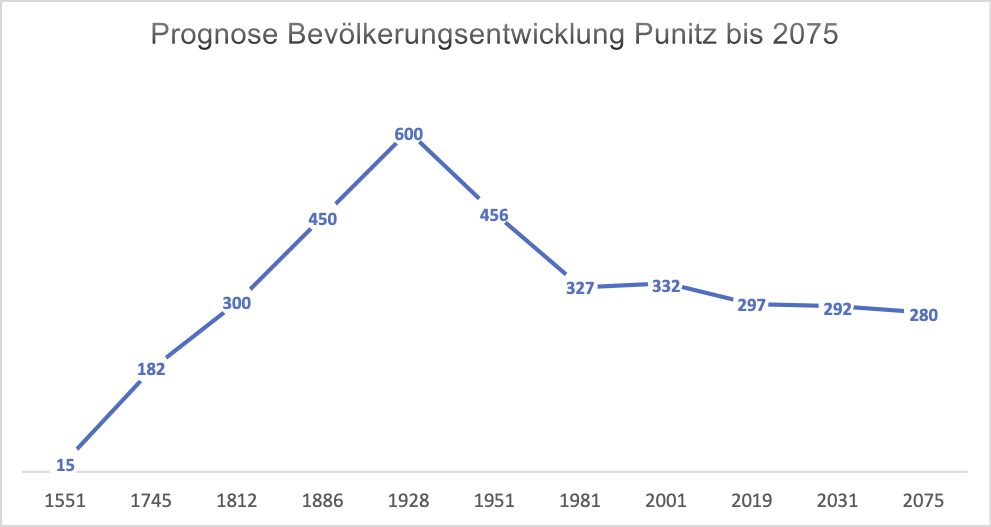
Prognose Bevölkerungsentwicklung Punitz bis 2075

Aber es gibt eine Reihe weiterer Gründe, weshalb die Bevölkerung hier, sowie in anderen (vor allem) ländlichen Regionen, rückläufig ist – wie z. B. die geringe Fertilität, die Urbanisierung und die Landflucht. Im Bezirk Güssing war der Einwohnerschwund zwischen 2016 und 2017 mit einem Bevölkerungsminus von 0,9 % überhaupt am höchsten in ganz Österreich. Nur 14 von 40 Gemeinden in den Bezirken Güssing und Jennersdorf konnten in diesem Zeitraum ein Bevölkerungsplus verzeichnen. Während das gesamte Burgenland bis ins Jahre 2100 auf über 350.000 Menschen anwachsen wird, profitiert der Landessüden von diesem Zuwachs in keiner Weise. „Bis zum Jahr 2045 verlieren die drei südlichen Bezirke knapp 3.000 Menschen, bis 2075 sogar 7.000. Güssing und Jennersdorf verlieren stark, auch Oberwart schrumpft“. Der Gesamttrend für das Südburgenland spiegelt sich auch in der Bevölkerungsentwicklung von Punitz. „Wachstum ist wohl generell nur durch Zuzug möglich, denn die burgenländische Geburtenbilanz ist negativ“.
Während verhältnismäßig billige Grundstückspreise und die landschaftliche Schönheit in Punitz ein Attraktionsfaktor sind, gibt es andere Faktoren, wie z. B. die bis dato langsame Internet-Infrastruktur sowie geringe Bildungsmöglichkeiten und Jobchancen, die die Attraktivität mindern. Geht man davon aus, dass der Bezirk Güssing bis ins Jahr 2031 um 12 Prozent schrumpfen wird (basierend auf dem Bevölkerungsstand von 2001), und legt man diesen Trend auf Punitz um, so ergibt sich daraus, dass im Jahr 2031 in Punitz um die 292 Einwohner leben werden. Auch wenn der Bevölkerungsrückgang in Punitz sich bisher nicht so dramatisch gestaltet wie in anderen südburgenländischen Gemeinden (wie etwa in Heiligenbrunn, welches in nur 16 Jahren etwa ein Fünftel der Bevölkerung eingebüßt hat), so ergibt sich dennoch ein absehbarer negativer Langzeittrend, was den Punitzer Bevölkerungsstand betrifft.
| Zeitraum  | Absolut | Relativ   |
| --------- | ------- | --------- |
| 1745–1812 | + 118   | + 64,83 % |
| 1812–1886 | + 150   | + 50,00 % |
| 1886–1928 | + 150   | + 33,33 % |
| 1928–1951 | - 144   | - 24,00 % |
| 1951–1981 | - 129   | - 28,28 % |
| 1981–2001 | + 5     | + 1,52 %  |
| 2001–2019 | - 35    | - 10,54 % |

## Übersicht aktiver Vereine
- ASV Gemeinde Tobaj
- Freiwillige Feuerwehr Punitz
- Gesangverein Punitz
- Kameradschaftsbund Punitz
- Jagdverein Punitz
- Nachwuchssportverein Punitz
- Paintball Club Punitz
- Sparverein
- Sportfischerclub Punitz
- Tennisclub Punitz
- Theatergruppe Punitz
- Union Sportfliegerclub Punitz
- Verschönerungsverein Punitz

## Tourismus
Durch Punitz führt mit dem Ostösterreichischen Grenzlandweg ein Österreichischer Weitwanderweg.

## Diverse Veranstaltungen
- Adventsingen des Gesangsvereines
- Feuerwehrball
- Punitzer Waldfest der Freiwilligen Feuerwehr
- Schnitzeltage des Gesangsvereines
- Sport und Familienfest des Nachwuchssportverein Punitz